# Cléopâtre Tryphaena
Pour les articles homonymes, voir Cléopâtre.
Cléopâtre Tryphaena (« La Magnifique ») est une princesse lagide et reine de Syrie.

## Généalogie
Elle est la fille du roi d'Égypte Ptolémée VIII Évergète II  Physcon et de Cléopâtre III. Sa date de naissance est inconnue : elle est plus jeune que son frère Ptolémée IX (né en 143/142 av. J.-C.) et plus âgée que sa sœur Cléopâtre Séléné (née en 135/130). On ne sait pas si elle précède sa sœur Cléopâtre IV. Des spécialistes contestent qu'elle ait porté aussi le nom de Cléopâtre.
Vers 123, son père la marie au roi de Syrie Antiochos VIII Grypos avec qui il vient de se réconcilier. Elle serait donc née entre 136 et 140. Antiochos VIII Grypos est son cousin germain : leurs mères, Cléopâtre III et Cléopâtre Théa, sont en effet sœurs.
Elle est la mère de ses fils jumeaux : Antiochos XI et Philippe Philadelphe, et très certainement aussi de ses autres enfants : Laodicé VII (reine de Commagène), Séleucos VI, Démétrios III et Antiochos XII. En douze ans de mariage, elle aurait donc eu cinq grossesses.

## Biographie
Vers 115, le demi-frère de son mari, Antiochos IX, prétend au trône de Syrie et épouse sa sœur Cléopâtre IV, chassée d’Égypte par leur mère Cléopâtre III. Dans cette lutte fratricide, qui oppose les deux frères et les deux sœurs, Cléopâtre Tryphaena est appuyée par sa mère.
Finalement, Antiochos IX est battu et Cléopâtre IV tombe entre les mains de Cléopâtre Tryphaena qui la fait exécuter dans des circonstances atroces (v. 112). 
Elle est capturée dès l'année suivante par Antiochos IX qui l'immole aux mânes de Cléopâtre IV (v. 111).